# Patrick Modiano
Patrick Modiano (n. 30 iulie 1945, Boulogne-Billancourt, Franța) este un scriitor francez. În 2014 i-a fost decernat Premiul Nobel pentru Literatură, după ce anterior fusese laureat al premiului pentru roman al Academiei Franceze și al Prix Goncourt.
Jean
Patrick Modiano s-a născut în 30 iulie 1945, în Boulogne-Billancourt, Franța,
dintr-un tată evreu italian și o mamă belgiancă, Alberto Modiano și Louisa
Colpeyn. În liceu îl întâlnește pe Raymond Queneau, care îl introduce în lumea
literară și îi citește manuscrisul primei lui cărți înainte de publicare, ajutându-l să debuteze la editura Gallimard, în
1968: La Place de l’Étoile, lucrarea
obținând Premiul „Roger Nimier“ și Premiul Fénéon. Modiano este un scriitor
extrem de prolific, publicând, de atunci, câte un roman la un interval de
maximum trei ani. S-a căsătorit în 1970 cu Dominique Zerhfuss.
Premii:
Premiul Nobel pentru Literatură în 2014, după ce anterior fusese laureat al
premiului pentru roman al Academiei Franceze și al Prix
Goncourt. Motivația juriului Premiului Nobel: „pentru arta rememorării prin care evocă cele mai absconse destine umane și dezvăluie universul vieții sub Ocupație.”
Filme:
Drum bun, Genealogia unei crime
Printre
cărțile lui se numără: Le Rond de nuit
(1969), Les Boulevards de ceinture
(1972, Marele Premiu al Academiei Franceze), Rue des boutiques obscures (Premiul Goncourt), De si braves garçons (1982), Remise
de peine (1987), Fleur de ruine
(1991), Chien de printemps (1993), La petite Bijou (2001, Premiul „Jean
Monnet“ pentru Literatură europeană, oferit de departamentul Charente), Dans le café de la jeunesse perdue
(2007). Un pedigree a apărut în 2005,
la editura Gallimard. A obținut și premii pentru întreaga operă: Premiul Prince
Pierre de Monaco (1984), Marele Premiu pentru Literatură „Paul Morand“ (2000),
Premiul Mondial „Cino del Luca“ (2010), Premiul BnF, Premiul „Marguerite Duras“
(2011). Patrick Modiano a scris și scenarii de film (Lacombe, Lucien, 1973, Bon Voyage, 2003), precum și versuri
pentru cântece.
Patrick
Modiano e cunoscut cititorului român prin romanele lui traduse la Editura
Univers (Bulevardele de centură,
1975; Strada dughenelor întunecoase,
1981, Călătorie de nuntă. Fotograful,
1996) și Minerva (Scutit de pedeapsă,
1994). Duminici de august (Dimanches d’aôut, 1986) e tradus în românește
de Lucia Papahagi, în noua Colectie „Literaturile lumii“ a Editurii Echinox.
2015: Orizontul, trad. în l. română de Marieva Cătălina Ionescu, Ed. Humanitas
Un pedigree, editura Gallimard, 2005
Prin
intermediul acestui titlu, Patrick Modiano aduce un omagiu romanului
autobiografic Pedigree, al lui
Georges Simenon (1948, 1952). Reluând într-o manieră completă și mai
sistematică arta narativă din Livret de
famille (1977), Modiano oferă în Un
pedigree, de altfel, o lucrare autobiografică, elemente importante
referitoare la originile lui (vezi titlul) familiale și personale aproximativ
până la vârsta de 22 de ani. Stilul literar este adesea cel al fișelor,
notelor, mai exact fără cuvinte de legătură, cu verbe puține și fraze scurte.
Un fel de Jurnal care se citește ușor.
Patrick Modiano povestește în această carte
faptul că părinții lui angajează o tânără pentru a se ocupa de el pe când avea
aproape 14 ani. El o va pierde din vedere o vreme și o va regăsi la Saint-Lô,
în Manche, când ea se căsătorise cu un veterinar de la o herghelie. Cei doi îl
vor primi destul de des pe băiat în casa lor din Saint-Lô. Patrick Modiano își
scrie autobiografia sub forma unei căutări inițiatice a identității.

## Romanul „Orizontul” (L'Horizon)
Datorită obsesiei sale pentru trecut, Modiano a fost uneori comparat cu Marcel Proust. În Orizontul, „căutarea timpului pierdut” nu are nici o urmă de nostalgie dulceagă, ci este mai degrabă o căutare filozofică, metafizică. În roman, scriitorul Jean Bosmans, ajuns la vârsta maturității, hotărăște să descâlcească tot ceea ce formează în viața lui „materia întunecată” a tinereții. În paginile carnețelului pe care-l poartă mereu la el în nesfârșitele plimbări prin cartierele vechi și noi ale Parisului reînvie într-un amestec fascinant întâmplări, oameni, locuri, frânturi de vise și amintiri. În centrul tuturor se află povestea de dragoste de la începutul anilor 1960 dintre Bosmans și tânăra Margaret Le Coz. Cei doi încearcă să scape, împreună, de sentimentul permanent de vinovăție și de fantomele trecutului și prezentului: un bărbat, Boyaval, obsedat de Margaret, o hărțuiește urmărind-o peste tot, iar părinții lui Bosmans îl cautănumai pentru a-i cere bani și a-l batjocori. Margaret dispare însă, în scurt timp, întorcându-se la enigmaticele ei origini berlineze.

## Opera (proză)
- 1968 – La Place de l’Étoile
- 1969 – La Ronde de nuit
- 1972 – Les Boulevards de ceinture
- 1975 – Villa triste (roman)|Villa triste
- 1977 – Livret de famille
- 1978 – Rue des boutiques obscures
- 1981 – Une jeunesse
- 1981 – Memory Lane
- 1982 – De si braves garçons
- 1985 – Quartier perdu
- 1986 – Dimanches d'août
- 1988 – Catherine Certitude
- 1988 – Remise de peine
- 1989 – Vestiaire de l'enfance
- 1990 – Voyage de noces
- 1991 – Fleurs de ruine
- 1992 – Un cirque passe
- 1993 – Chien de printemps
- 1996 – Du plus loin de l'oubli
- 1997 – Dora Bruder
- 1999 – Des inconnues
- 2001 – La Petite Bijou
- 2003 – Accident nocturne
- 2005 – Un pedigree
- 2007 – Dans le café de la jeunesse perdue
- 2010 – L'Horizon
- 2012 – L'Herbe des nuits
- 2014 – Pour que tu ne te perdes pas dans le quartier